# Енн Френсіс
Енн Френсіс (Англ. Anne Francis, 16 вересня 1930 Оссінінг — 2 січня 2011 Санта-Барбара) — американська акторка і модель, володарка премії «Золотий глобус» у номінації Найкраща телевізійна акторка (1966).

## Фільмографія
- 1955 : «Поганий день у Блек-Році» / (Bad Day at Black Rock)  — Ліз Верт
- 1956 : Заборонена планета
- 1956 : Кейс
- 1970 : Втрачений рейс
- 1981 : Даллас / (Dallas) — Арлісс Купер